# 1896년 하계 올림픽 독일 선수단
독일은 1896년 4월 6일부터 15일까지 그리스 아테네에서 열린 제1회 하계 올림픽에 선수단을 파견했다. 6개 종목에서 19명의 선수가 참가한 독일은 금메달 수(6개)아 총메달 수(13개) 모두에서 참가국 중 3위를 차지했다. 가장 많은 메달을 딴 종목은 체조(10개)였다. (t/e)

## 메달 집계

### 종목별 참가 선수 및 메달 집계
| 종목   | 참가 선수 | 1 | 2 | 3 | 합계 |
| 레슬링 | 1         | 1 |   |   | 1    |
| 사이클 | 5         |   | 1 |   | 1    |
| 역도   | 1         |   |   |   | 0    |
| 체조   | 11        | 5 | 3 | 2 | 10   |
| 육상   | 5         | 0 | 1 |   | 1    |
| 합계   | 19 *      | 6 | 5 | 2 | 13   |

- 2개 종목 이상 참가한 선수들이 있었다.

### 메달리스트
| 메달 | 이름 | 종목   | 세부 종목         | 날짜     |
| ---- | --- | ------ | ----------------- | -------- |
|      | 카를 슈만 | 체조   | 남자 도마         | 4월 9일  |
|      | 헤르만 바인게르트너 | 체조   | 남자 철봉         | 4월 9일  |
|      | 게오르크 힐마르 구스타브 슈프트 구스타프 플라토브 리차르트 뢰스텔 알프레트 플라토브 카를 노이키르슈 카를 슈만 콘라트 뵈커 프리츠 만토이펠 프리츠 호프만 헤르만 바인게르트너 | 체조   | 남자 단체 철봉    | 4월 9일  |
|      | 게오르크 힐마르 구스타브 슈프트 구스타프 플라토브 리차르트 뢰스텔 알프레트 플라토브 카를 노이키르슈 카를 슈만 콘라트 뵈커 프리츠 만토이펠 프리츠 호프만 헤르만 바인게르트너 | 체조   | 남자 단체 평행봉  | 4월 9일  |
|      | 알프레트 플라토브 | 체조   | 남자 평행봉       | 4월 10일 |
|      | 카를 슈만 | 레슬링 | 남자 그레코로만형 | 4월 11일 |
|      | 알프레트 플라토브 | 체조   | 남자 철봉         | 4월 9일  |
|      | 헤르만 바인게르트너 | 체조   | 남자 링           | 4월 9일  |
|      | 헤르만 바인게르트너 | 체조   | 남자 안마         | 4월 9일  |
|      | 프리츠 호프만 | 육상   | 남자 100m         | 4월 10일 |
|      | 아우구스트 폰 괴드리히 | 사이클 | 남자 개인 도로    | 4월 12일 |
|      | 헤르만 바인게르트너 | 체조   | 남자 도마         | 4월 9일  |
|      | 프리츠 호프만 | 체조   | 남자 로프등반     | 4월 10일 |

## 레슬링
카를 슈만은 역도 한손 종목 금메달리스트인 론서스턴 엘리엇을 손쉽게 이겼다. 이어 준결승은 부전승으로 통과한 후 결승전에서 게오르기오스 치타스를 이기고 우승했다.
| 선수      | 세부 종목    | 8강전           | 8강전 | 준결승    | 준결승 | 결승                | 결승 | 최종 순위 |
| 선수      | 세부 종목    | 상대 선수       | 결과  | 상대 선수 | 결과   | 상대 선수           | 결과 | 최종 순위 |
| 카를 슈만 | 그레코로만형 | 론세스톤 엘리엇 | 승    | 부전승    | 부전승 | 게오르기오스 치타스 | 승   | 1         |

## 사이클
사이클 종목의 유일한 메달은 도로 종목에서 나왔다.
 도로
| 선수                   | 세부 종목 | 기록    | 순위 |
| 아우구스트 폰 괴드리히 | 개인 도로 | 3:42:18 | 2    |

 트랙
| 선수              | 세부 종목 | 기록  | 순위 |
| 베른하르트 쿤벨   | 100km     | 41 km | 실격 |
| 요제프 로제마이어 | 독주      | 27.2  | 8    |
| 요제프 로제마이어 | 스프린트  | 실격  | 실격 |
| 요제프 로제마이어 | 10km      | ?     | 4    |
| 요제프 로제마이어 | 100km     | 실격  | 실격 |
| 요제프 벨첸바셔   | 100km     | 실격  | 실격 |
| 요제프 벨첸바셔   | 12시간    | 3시간 | 실격 |
| 테오도르 로이폴트 | 독주      | 27.0  | 5    |
| 테오도르 로이폴트 | 100km     | 37 km | 실격 |

## 역도
동메달을 딴 카를 슈만과 동일한 무게를 든 선수가 여럿 나왔지만, 심판은 그의 자세가 가장 나았다고 판정했다.
| 선수      | 세부 종목 | 기록 | 순위 |
| 카를 슈만 | 양손      | 90.0 | 4    |

## 육상
프리츠 호프만의 100m 은메달이 톡일 팀의 이 종목 유일한 메달이었다.
트랙 / 도로 경기
| 선수              | 세부 종목 | 예선      | 예선      | 결선      | 결선      |
| 선수              | 세부 종목 | 기록      | 순위      | 기록      | 최종 순위 |
| 카를 갈레         | 1500m     | 경기 없음 | 경기 없음 | 4:39.0    | 4         |
| 쿠르트 되리       | 100m      | ?         | 5         | 진출 못함 | 진출 못함 |
| 쿠르트 되리       | 400m      | ?         | ?         | 진출 못함 | 진출 못함 |
| 쿠르트 되리       | 110m 허들 | ?         | ?         | 진출 못함 | 진출 못함 |
| 프리드리히 트라운 | 100m      | ?         | 3         | 진출 못함 | 진출 못함 |
| 프리드리히 트라운 | 800m      | ?         | 3         | 진출 못함 | 진출 못함 |
| 프리츠 호프만     | 100m      | 12.6      | 2 Q       | 12.2      | 2         |
| 프리츠 호프만     | 400m      | 58.6      | 2 Q       | 55.6      | 4         |

필드 경기
| 선수          | 세부 종목  | 기록 | 순위 |
| 카를 슈만     | 멀리뛰기   | ?    | ?    |
| 카를 슈만     | 세단뛰기   | ?    | 5    |
| 카를 슈만     | 포환던지기 | ?    | ?    |
| 프리츠 호프만 | 높이뛰기   | 1.55 | 5    |
| 프리츠 호프만 | 세단뛰기   | ?    | ?    |
| 프리츠 호프만 | 포환던지기 | ?    | ?    |

## 체조
독일은 이 종목에 걸린 금메달 8개 중 5개를 획득했다.

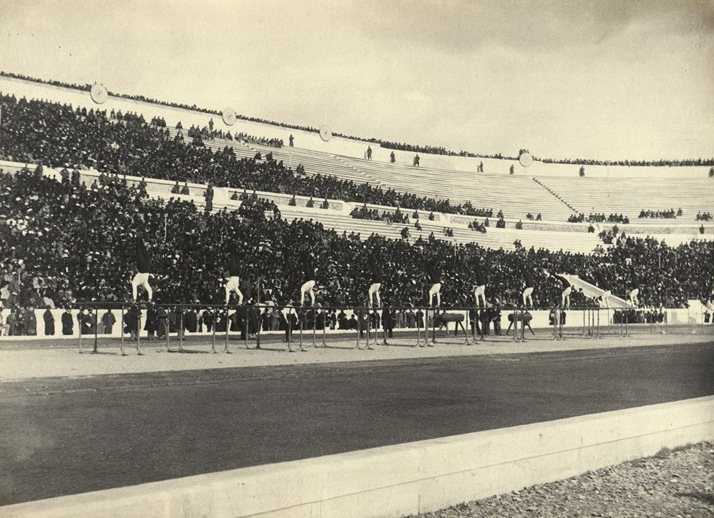
독일 대표팀 평행봉 경기 모습

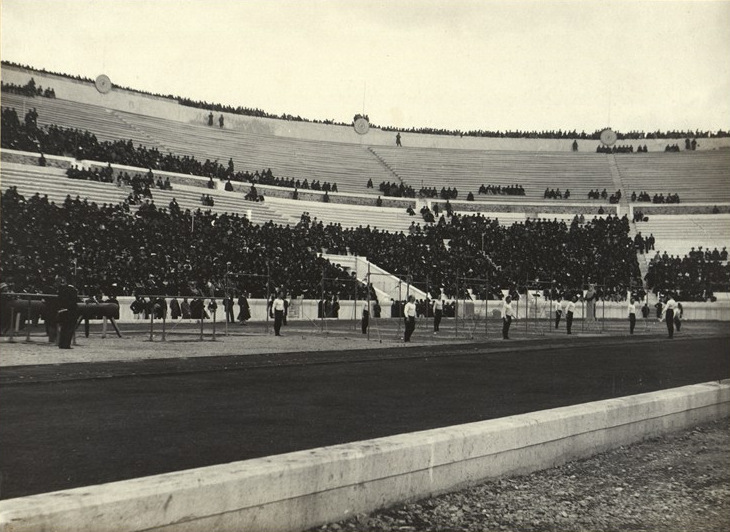
독일 대표팀 평행봉 경기 모습

| 선수 | 세부 종목 | 기록 | 순위 |
| 게오르크 힐마르 | 도마      | ?    | ?    |
| 게오르크 힐마르 | 안마      | ?    | ?    |
| 게오르크 힐마르 | 철봉      | ?    | ?    |
| 게오르크 힐마르 | 평행봉    | ?    | ?    |
| 구스타프 슈프트 | 도마      | ?    | ?    |
| 구스타프 슈프트 | 안마      | ?    | ?    |
| 구스타프 슈프트 | 철봉      | ?    | ?    |
| 구스타프 슈프트 | 평행봉    | ?    | ?    |
| 구스타프 플라토브 | 도마      | ?    | ?    |
| 구스타프 플라토브 | 링        | ?    | ?    |
| 구스타프 플라토브 | 안마      | ?    | ?    |
| 구스타프 플라토브 | 철봉      | ?    | ?    |
| 구스타프 플라토브 | 평행봉    | ?    | ?    |
| 리차르트 뢰스텔 | 도마      | ?    | ?    |
| 리차르트 뢰스텔 | 안마      | ?    | ?    |
| 리차르트 뢰스텔 | 철봉      | ?    | ?    |
| 리차르트 뢰스텔 | 평행봉    | ?    | ?    |
| 알프레트 플라토브 | 도마      | ?    | ?    |
| 알프레트 플라토브 | 링        | ?    | ?    |
| 알프레트 플라토브 | 안마      | ?    | ?    |
| 알프레트 플라토브 | 철봉      | ?    | 2    |
| 알프레트 플라토브 | 평행봉    | ?    | 1    |
| 카를 노이키르슈 | 도마      | ?    | ?    |
| 카를 노이키르슈 | 안마      | ?    | ?    |
| 카를 노이키르슈 | 철봉      | ?    | ?    |
| 카를 노이키르슈 | 평행봉    | ?    | ?    |
| 카를 슈만 | 도마      | ?    | 1    |
| 카를 슈만 | 링        | ?    | 5    |
| 카를 슈만 | 안마      | ?    | ?    |
| 카를 슈만 | 철봉      | ?    | ?    |
| 콘라트 뵈커 | 도마      | ?    | ?    |
| 콘라트 뵈커 | 링        | ?    | ?    |
| 콘라트 뵈커 | 안마      | ?    | ?    |
| 콘라트 뵈커 | 철봉      | ?    | ?    |
| 콘라트 뵈커 | 평행봉    | ?    | ?    |
| 프리츠 만토이펠 | 도마      | ?    | ?    |
| 프리츠 만토이펠 | 안마      | ?    | ?    |
| 프리츠 만토이펠 | 철봉      | ?    | ?    |
| 프리츠 만토이펠 | 평행봉    | ?    | ?    |
| 프리츠 호프만 | 로프등반  | 12.5 | 3    |
| 헤르만 바인게르트너 | 도마      | ?    | 3    |
| 헤르만 바인게르트너 | 안마      | ?    | 2    |
| 헤르만 바인게르트너 | 철봉      | ?    | 1    |
| 헤르만 바인게르트너 | 평행봉    | ?    | ?    |
| 게오르크 힐마르 구스타프 슈프트 구스타프 플라토브 리차르트 뢰스텔 알프레트 플라토브 카를 노이키르슈 카를 슈만 콘라트 뵈커 프리츠 만토이펠 프리츠 호프만 헤르만 바인게르트너 | 철봉      | ?    | 1    |
| 게오르크 힐마르 구스타프 슈프트 구스타프 플라토브 리차르트 뢰스텔 알프레트 플라토브 카를 노이키르슈 카를 슈만 콘라트 뵈커 프리츠 만토이펠 프리츠 호프만 헤르만 바인게르트너 | 평행봉    | ?    | 1    |

## 테니스
프리드리히 트라운은 남자 단식 예선 1라운드에서 영국의 존 피우스 볼랜드에게 져 탈락했다. 이 두 선수는 짝을 이뤄 복식 경기에도 출전해 금메달을 땄지만, 이 메달은 독일의 메달 집계에는 포함되지 않는다.
| 선수                               | 세부 종목 | 예선                | 8강                                                        | 준결승         | 결승                                                     | 결승 |
| 선수                               | 세부 종목 | 상대 선수 결과      | 상대 선수 결과                                             | 상대 선수 결과 | 상대 선수 결과                                           | 순위 |
| 프리드리히 트라운                  | 단식      | 존 피우스 볼랜드 패 | 진출 실패                                                  | 진출 실패      | 진출 실패                                                | 8    |
| 프리드리히 트라운 존 피우스 볼랜드 | 복식      | 경기 없음           | 아리스티디스 아크라토풀로스 콘스탄티노스 아크라토풀로스 승 | 부전승         | 데메트리오스 페트로코키노스 디오니시오스 카스다글리스 승 | 1    |

## 참고 문헌
- Lampros, S.P.; Polites, N.G.; De Coubertin, Pierre; Philemon, P.J.; & Anninos, C. (1897). 《The Olympic Games: BC 776 – AD 1896》 (PDF). Athens: Charles Beck. 2013년 1월 16일에 원본 문서 (PDF)에서 보존된 문서. 2010년 4월 6일에 확인함.
- Mallon, Bill; & Widlund, Ture (1998). 《The 1896 Olympic Games. Results for All Competitors in All Events, with Commentary》 (PDF). Jefferson: McFarland. ISBN 0-7864-0379-9. 2011년 5월 14일에 원본 문서 (PDF)에서 보존된 문서. 2018년 11월 26일에 확인함.
- Smith, Michael Llewellyn (2004). 《Olympics in Athens 1896. The Invention of the Modern Olympic Games》. London: Profile Books. ISBN 1-86197-342-X.